# ورقة بيضا (فلم)
ورقة بيضا (بالإنجليزية: Nuts) هو فيلم اثارة وجريمة لبناني تم إنتاجه في سنة 2017، الفيلم من إخراج المخرج الفرنسي هنري بارجيس وتأليف تانيا سكياس. الفيلم من بطولة دارين حمزة وألكسندرا قهوجي وإدمون حداد وحسان مراد. تم عرض الفيلم في البداية في مهرجان دبي السينمائي الدولي في الدورة الثالثة عشر في ديسمبر 2016، وثم عرض في صالات السينما في يناير 2017.

## القصة
قصة الفيلم تتكلم عن صديقتين، إحداهما ربة بيت مدمنة على القمار والأخرى متعددة العلاقات مع الرجال. تقعان بعد ذلك بحب رجل عصابة وأحد أتباعه، لكنهن تتورطان معهم فيما بعد بسبب سعي رجل العصابة للإنتقام من قاتل أخيه.

## البطولة
- دارين حمزة بدور لانا
- ألكسندرا قهوجي بدور جيني
- إدمون حداد بدور وائل
- حسان مراد بدور ربيع
- جبريال يمين بدور قاسم

## وصلات خارجية
- ورقة بيضا على قاعدة بيانات الأفلام العربية